# Chiara Pierobon
Chiara Pierobon (Mirano, 21 de enero de 1993 - Ingolstadt, 1 de agosto de 2015) fue una ciclista profesional italiana.

## Muerte
Murió a los 22 años mientras se encontraba en Alemania para participar del Giro Sparkassen, séptima fecha del mundial de la Unión Internacional (UCI).
Pierobon sufrió una repentina descompensación durante el viaje, según informó la Federación Italiana de Ciclismo en su sitio web.
Falleció en el hospital de Ingolstadt por una embolia pulmonar.